# Magaz de Pisuerga
Magaz de Pisuerga ist ein nordspanischer Ort und Zentrum einer Gemeinde (municipio) mit 1.031 Einwohnern (Stand: 2024) im Süden der Provinz Palencia in der Autonomen Gemeinschaft Kastilien-León.

## Lage und Klima
Der Ort Magaz de Pisuerga liegt zwischen dem Canal Alfonso XIII. und dem Río Pisuerga, einem Nebenfluss des Duero, in der Region El Cerrato auf der kastilischen Hochebene in einer Höhe von ca. 720 m. Die Provinzhauptstadt Palencia befindet sich gut 11 km (Fahrtstrecke) nordwestlich; die Großstadt Burgos ist etwa 80 km in nordöstlicher Richtung entfernt. Das Klima im Winter ist durchaus kalt, im Sommer dagegen warm bis heiß; die eher spärlichen Regenfälle (ca. 420 mm/Jahr) fallen überwiegend im Winterhalbjahr.

## Bevölkerungsentwicklung
| Jahr      | 1857 | 1900 | 1950 | 2000 | 2021 |
| Einwohner | 738  | 726  | 898  | 726  | 1024 |

Die  Reblauskrise im Weinbau, die Mechanisierung der Landwirtschaft und die Aufgabe bäuerlicher Kleinbetriebe („Höfesterben“) haben seit den 1950er Jahren zu einer vorübergehenden Arbeitslosigkeit und einem deutlichen Absinken der Bevölkerungszahlen geführt. Die Nähe zur Stadt Palencia hat jedoch in den 2000er Jahren zu einem deutlichen Anstieg der Bevölkerungszahlen beigetragen.

## Wirtschaft
Die Landwirtschaft spielte seit jeher die wichtigste Rolle für die Bevölkerung der Region, doch bereits im Mittelalter entwickelten sich auch Handwerk, Handel und das Dienstleistungsgewerbe. Der Ort ist durch einen Bahnhof an das spanische Eisenbahnnetz angeschlossen.

## Geschichte
In vorrömischer Zeit gehörten die Region zum Siedlungsgebiet des keltischen Volksstamms der Vaccäer; später kamen Römer und Westgoten. Im 8. Jahrhundert wurde das Gebiet von den Mauren überrannt, doch bereits im 9. Jahrhundert eroberten asturisch-leonesische Heere die Gebiete nördlich des Duero zurück (reconquista). Ende des 10. Jahrhunderts machte der maurische Heerführer Almansor die christlichen Erfolge vorübergehend wieder zunichte, aber im 11. Jahrhundert dehnte das Königreich León sein Herrschaftsgebiet erneut bis zur Duero-Grenze aus. Nach vorangegangenen Versuchen vereinigte sich León im Jahr 1230 endgültig mit dem Königreich Kastilien.
Bereits im 10. Jahrhundert gab es bei Magaz einen Wachturm (atalaya) auf einer nahegelegenen Bergspitze; später entstand eine Festung, die jedoch nach dem weiteren erfolgreichen Abdrängen der Mauren nach Süden und der Vereinigung Spaniens ihre Funktion verlor.

## Sehenswürdigkeiten

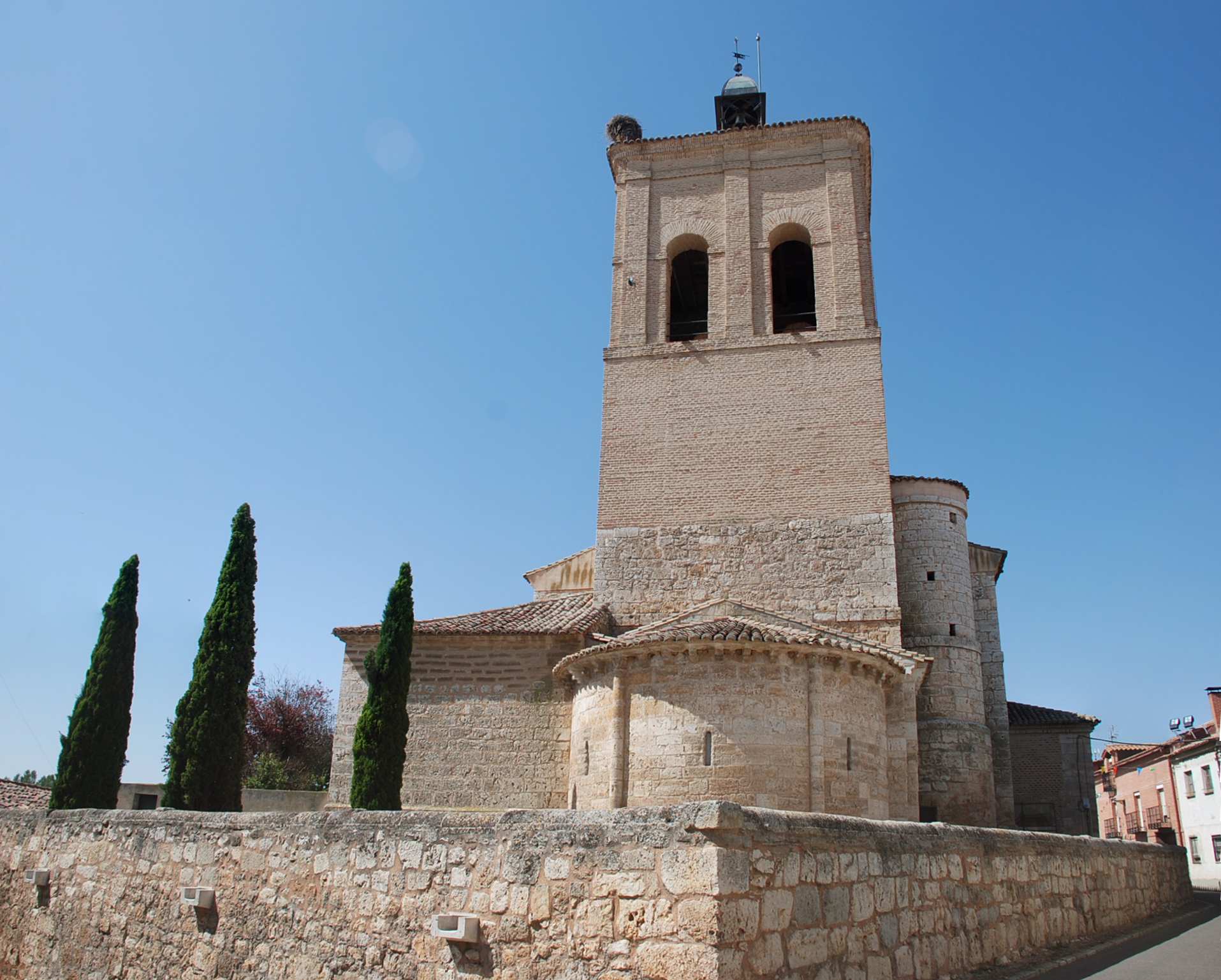
Iglesia de San Mamés

- Von der ehemaligen Festung sind nur noch spärliche Mauerreste erhalten.[4]
- Die Iglesia de San Mamés ist dem hl. Mamas von Kappadokien geweiht. Sie entstand im 12. Jahrhundert und verfügt über eine romanische Apsis und einen – im unteren Teil romanischen Glockenturm (campanario) über dem Vorchorjoch. Der Rest der heute dreischiffigen Kirche wurde im 16./17. Jahrhundert aus Ziegelsteinen neu erbaut; das aus Werksteinen gefertigte Hauptportal zeigt deutliche Anklänge an die Ornamentik der Renaissance.
- Beim Friedhof (cementerio) befindet sich die Ermita de la Virgen de Villaverde.